# 野球ギリシャ代表
野球ギリシャ代表（Baseball Greece national team）は、ギリシャにおける野球のナショナルチームである。WBSC世界ランキングは35位（2023年11月2日発表時点）。

## 歴史
ギリシャに野球連盟ができたのは2000年で、オリンピック招致が決まって急遽創設されたものである。それゆえ、ギリシャ国内の野球レベルは極めて低く、オリンピック本選で恥にならない競争力を持たせるため、オリンピック代表チームも大半がアメリカのマイナーリーグでプレイしていたギリシャ系アメリカ人で構成された。メジャーリーグベースボール（MLB）のボルチモア・オリオールズやアトランタ・ブレーブスでプレイしたニック・マーケイキスらが、このような経緯で代表入りした。またユニフォーム代を含む参加経費や連盟運営に必要な資金の多くをオリオールズの球団オーナーで、やはりギリシャ系アメリカ人であるピーター・アンジェロスに頼っていた。
しかし、構成されたオリンピックチームにおけるギリシャ在住選手の少なさについて、代表コーチが「ギリシャ在住選手をもっと入れるべき」と反発した。さらにはアメリカ合宿に向かった代表チームが予算不足でギリシャに戻ることができないなど、急造チームがゆえの事態にも見舞われた。さらには当初の代表監督であったロブ・デルクセン監督が心臓発作で急死するなどの不幸もあった。
2004年のアテネオリンピック本戦ではキューバに4-5、カナダに0-2と接戦を演じると、イタリアに対しては12-7で乱打戦を制し、オリンピック初勝利を挙げた。オリンピックの後、アンジェロスからの資金は途絶えた模様。
2005年にオランダで開催された第36回IBAFワールドカップに出場予定であったが、大会が開幕する2日前にキャンセルしている。
また、欧州野球選手権では、本国出身選手が皆無のチームで出場したため、欧州野球連盟から制裁が下ったというエピソードがある。近年は本国出身選手の割合が増えつつあり、チームも少しずつ強化されている。
出場国が12から16に拡大された2021年の第36回欧州野球選手権では14位となり、次回大会の出場権を逃し予選に回る予定であったが、同大会で10位となったロシアがウクライナ侵攻に対するペナルティとして出場資格を喪失したため、自動で出場権を確保することになった。
2023年の第37回欧州野球選手権では3勝3敗の成績で13位に入り、次回大会の出場権を獲得した。

## 国際大会での成績

### ワールド・ベースボール・クラシック
| 回 | 年   | 開催地                                                                       | 順位   |
| -- | ---- | ---------------------------------------------------------------------------- | ------ |
| 1  | 2006 | アメリカ合衆国の旗 · 日本の旗 · プエルトリコの旗                             | 不参加 |
| 2  | 2009 | アメリカ合衆国の旗 · 日本の旗 · プエルトリコの旗 · メキシコの旗 · カナダの旗 | 不参加 |
| 3  | 2013 | アメリカ合衆国の旗 · 日本の旗 · プエルトリコの旗 · 中華民国の旗              | 不参加 |
| 4  | 2017 | アメリカ合衆国の旗 · 日本の旗 · 大韓民国の旗 · メキシコの旗                  | 不参加 |
| 5  | 2023 | アメリカ合衆国の旗 · 日本の旗 · 中華民国の旗                                 | 不参加 |
| 6  | 2026 |                                                                              |        |

### オリンピック
| 回 | 年   | 開催地     | 順位     |
| -- | ---- | ---------- | -------- |
| 26 | 1992 | バルセロナ | 不参加   |
| 27 | 1996 | アトランタ | 不参加   |
| 28 | 2000 | シドニー   | 不参加   |
| 29 | 2004 | アテネ     | 7位      |
| 30 | 2008 | 北京       | 不参加   |
| 33 | 2021 | 東京       | 予選敗退 |

### WBSCプレミア12
| 回 | 年   | 開催地                                                | 順位                                     |
| -- | ---- | ----------------------------------------------------- | ---------------------------------------- |
| 1  | 2015 | 日本の旗 · 中華民国の旗                               | 参加資格無し（世界ランキング42位のため） |
| 2  | 2019 | 日本の旗 · 中華民国の旗 · 大韓民国の旗 · メキシコの旗 | 参加資格無し（世界ランキング46位のため） |
| 3  | 2024 | 日本の旗 · 中華民国の旗 · メキシコの旗                | 参加資格無し                             |

### 欧州野球選手権
- 2003年 - 準優勝
- 2005年 - 9位
- 2007年 - 予選敗退
- 2010年 - 4位
- 2012年 - 7位
- 2014年 - 10位
- 2016年 - 11位
- 2019年 - 予選敗退
- 2021年 - 14位
- 2023年 - 13位

## 代表選手
- ニック・マーケイキス
- ジョージ・コッタラス

## 世界ランキング
WBSCが発表している男子野球世界ランキングにおいて、ギリシャの順位は以下の通りである。
| 回 | 発表日         | 順位 | 変動 | ポイント |
| -- | -------------- | ---- | ---- | -------- |
| 1  | 2012年12月31日 | 36   | +-0  | 16.38    |
| 2  | 2014年12月31日 | 42   | 6    | 11.13    |
| 3  | 2016年12月31日 | 46   | 4    | 89       |
| 4  | 2018年9月25日  | 46   | +-0  | 89       |
| 5  | 2018年12月17日 | 46   | +-0  | 89       |
| 6  | 2019年12月31日 | 38   | 8    | 144      |
| 7  | 2020年3月18日  | 40   | 2    | 144      |
| 8  | 2021年6月28日  | 38   | 2    | 108      |
| 9  | 2021年8月11日  | 37   | 1    | 120      |
| 10 | 2021年12月31日 | 34   | 3    | 178      |
| 11 | 2022年12月31日 | 36   | 2    | 136      |
| 12 | 2023年3月28日  | 37   | 1    | 136      |
| 13 | 2023年8月15日  | 41   | 4    | 81       |
| 14 | 2023年10月5日  | 36   | 5    | 167      |
| 15 | 2023年11月2日  | 35   | 1    | 167      |